# Aeroportul Washington-Virginia
Aeroportul Washington-Virginia (IATA: WVA, ICAO: nicio valoare) este un aeroport din Virginia, Statele Unite ale Americii.
aeroportul dispune de o singură pistă.